# Asparagus rigidus
Asparagus rigidus — вид рослин із родини холодкових (Asparagaceae).

## Біоморфологічна характеристика
Це жорсткий кущ до 50–60 см заввишки; квітки білі.

## Середовище проживання
Ареал: ПАР (Північні провінції).